# La fracture
La fracture, em inglês, The Divide é um filme francês de 2021 dirigido por Catherine Corsini. Em junho de 2021, o filme foi selecionado para concorrer à Palma de Ouro no Festival de Cannes de 2021. Em Cannes, ganhou o Queer Palm. No Brasil, será lançado pela Imovision.
O filme é centrado em Raf e Julie, um casal que se encontra em um hospital, quase sufocado, na noite anterior a uma grande manifestação.

## Elenco
- Valeria Bruni Tedeschi - Raf
- Marina Foïs - Julie
- Pio Marmaï - Yann
- Jean-Louis Coulloc'h
- Aïssatou Diallo Sagna

## Produção
Em setembro de 2020, foi anunciado que Valeria Bruni Tedeschi, Marina Foïs, Pio Marmaï, Jean-Louis Coulloc'h e Aïssatou Diallo Sagna se juntaram ao elenco do filme. Catherine Corsini escreveu o roteiro ao lado de Agnès Feuvre, com a colaboração de Laurette Polmanss. As filmagens começaram em 23 de setembro de 2020 e foram programadas para acontecer ao longo de sete semanas na região de Paris e em Lyon.